# Lytta polita
Lytta polita är en skalbaggsart som beskrevs av Thomas Say 1824. Lytta polita ingår i släktet Lytta och familjen oljebaggar. Inga underarter finns listade i Catalogue of Life.